# Новожитомир
Новожито́мир — село в Україні, Криворізькому районі Дніпропетровської області. Населення — 343 мешканці.

## Географія
Село Новожитомир розташоване в східній частині Криворізького району. З південного боку села розташовується ставок, створений в балці Широкій. Він є однією з ланок, поряд з Красінським, Златоустівським водосховищами, якою відбувається транспортування очищених стічних вод з Центральної станції аерації м. Кривий Ріг. На відстані 1 км розташоване селище Нові Садки.
Селом протікає річка Балка Широка.

## Історія

Єврейська колонія Широка (сучасний Новожитомир) в середині ХІХ століття. Зелена лінія — межа між Катериносавською (вище лінії) та Херсонською губерніями (нижче лінії)

Село було засновано як єврейська землеробська колонія. Станом на 1858 рік тут було 69 дворів та проживало 263 осіб; тут розташовувався єврейський молитовний дім.
На 1894 рік Новожитомир входив до складу Криворізької волості Херсонського повіту Херсонської губернії. На кінець ХІХ століття тут проживало 457 осіб, працювали: школа, єврейський молитовний дім, лазня.
В 1930-х роках село входило до складу Сталіндорфського єврейського національного району. Постраждало в часі Голодоморів 1921—1922 та 1932—1933 років. Під час організованого радянською владою Голодомору 1932—1933 років померло щонайменше 8 жителів села.
Населення, більшість якого складали євреї, замордовано нацистами під час окупації у Другу Світову війну.

## Населення

### Мова
Розподіл населення за рідною мовою за даними перепису 2001 року:
| Мова            | Відсоток |
| --------------- | -------- |
| українська      | 94,2 %   |
| російська       | 3,2 %    |
| вірменська      | 1,5 %    |
| інші/не вказали | 1,1 %    |

## Релігія
В селі знаходиться Свято-Духівський храм (ПЦУ) (вул. Центральна, 56-А).

## Постаті
- Касьяник Мойсей Давидович — штангіст, рекордсмен УРСР, СРСР та світу, заслужений тренер СРСР.
- Касьяник Михайло Давидович — гімнаст, рекордсмен СРСР та світу, заслужений тренер СРСР.